# Angiolo Profeti
Angiolo Profeti (né le 23 mai 1918 à Castelfiorentino et mort le 28 avril 1981 à Ferrare) est un athlète italien, spécialiste du lancer du poids. 

## Biographie
Il remporte la médaille d'argent du lancer du poids lors des championnats d'Europe de 1950, à Bruxelles, devancé par l'Islandais Gunnar Huseby. Il s'adjuge par ailleurs la médaille d'argent aux Jeux méditerranéens de 1951 .
Il se classe douzième des Jeux olympiques de 1952.
Il remporte 15 titres de champion d'Italie de 1938 à 1954. 

### Palmarès
| Date | Compétition           | Lieu       | Résultat | Épreuve         | Performance |
| ---- | --------------------- | ---------- | -------- | --------------- | ----------- |
| 1938 | Championnats d'Europe | Paris      | 7e       | Lancer du poids |             |
| 1950 | Championnats d'Europe | Bruxelles  | 2e       | Lancer du poids | 15,16 m     |
| 1951 | Jeux méditerranéens   | Alexandrie | 2e       | Lancer du poids | 15,02 m     |
| 1952 | Jeux olympiques       | Helsinki   | 12e      | Lancer du poids | 14,74 m     |

### Records
| Épreuve         | Performance | Lieu | Date |
| --------------- | ----------- | ---- | ---- |
| Lancer du poids | 15,42 m     |      | 1952 |